# سامانه اتوبوس تندرو اصفهان
سامانه اتوبوس تندرو در اصفهان از سال ۱۳۹۳ کلید خورد. خط اول شمال شرق شهر را به جنوب غرب شهر متصل می‌کند. خط دوم این سامانه نیز از شمال غرب شهر اصفهان به جنوب شرق شهر اصفهان می‌رسد. خط سوم این سامانه نیز که از سال ۱۳۹۶ افتتاح شد شرق اصفهان را به غرب آن متصل می‌کند. خط چهارم این سامانه در شهر اصفهان در سال ۱۴۰۱ افتتاح شد و مسیر غرب به شرق را ساماندهی می‌کند. در خطوط BRT شهر اصفهان از جداکننده مسیر اتوبوس در خیابان‌ها استفاده شده‌است. به گفته معاون شهرداری اصفهان اتوبوس‌های تندرو شهری روزانه حدود ۳۰۰ هزار نفر را جابه‌جا می‌کنند. معاون شهرداری اصفهان نیز می‌گوید تعداد خطوط بی آر تی از ۴ به ۱۲ خط افزایش خواهد یافت.
مسیر شمال به جنوب شهر اصفهان به دلیل ترافیک زیاد، کم عرض بودن خیابان‌ها و برخورد با مکان‌های تاریخی از اتوبوس تندرو استفاده نشده اما به دلیل شلوغی و ترافیک سنگین این مسیر از حمل و نقل آن با خط ۱ مترو میسر است. استفاده از تمامی خطوط اتوبوس تندرو اصفهان با اصفهان کارت امکان‌پذیر است.ساعت کار تا ۲۱:۳۰ 

## خطوط
خطوط سامانه اتوبوس تندرو اصفهان به شرح زیر است:
| خط | مبدأ             | ایستگاه‌های مهم                                 | مقصد                      |
| -- | ---------------- | ---------------------------------------------- | ------------------------- |
| ۱  | پایانه باقوشخانه | میدان بزرگمهر میدان آزادی                      | پل شهر ابریشم             |
| ۲  | پایانه آبشار     | میدان بزرگمهر میدان قدس (طوقچی)                | پایانه خرم (دروازه تهران) |
| ۳  | پایانه ارغوانیه  | میدان احمدآباد میدان امام علی (ع)              | پایانه خرم (دروازه تهران) |
| ۴  | پایانه جی        | چهارراه هشت بهشت میدان امام حسین (دروازه دولت) | سه راه درچه آتشگاه        |

## خط ۱
خط ۱ اتوبوس تندرو شهری اصفهان از پایانه قدس (طوقچی) به پل شهرابریشم (زندان مرکزی اصفهان) می‌رود. این خط در سال ۱۳۹۳ افتتاح شد و زیرگذر نام دارد. ایستگاه‌های مهم آن عبارتند از: میدان قدس (طوقچی) - میدان احمدآباد - میدان بزرگمهر - گلستان شهدا - میدان آزادی (دروازه شیراز) - سه راه سیمین - قائمیه - شفق - پل شهر ابریشم . این خط دارای ۲۱ کیلومتر طول مسیر و ۲۸ ایستگاه می‌باشد. سرفاصله حرکت اتوبوس ها در این خط ۳ دقیقه یک بار می باشد .  همه ایستگاه ها دارای باجه الکترونیکی برای شارژ اصفهان کارت از طریق کارت بانکی میباشند . ایستگاه های مذکور دارای باجه های حضوری جهت شارژ اصفهان کارت میباشند.
| شماره | نام                        | موقعیت                                                                       | ترابری                  | توضیحات                     |
| ----- | -------------------------- | ---------------------------------------------------------------------------- | ----------------------- | --------------------------- |
| ۱     | پایانه باغ قوشخانه         | خیابان لاله، رو به روی بوستان باقوشخانه                                      | تلاقی با خط ۲ مترو      | دارای باجه شارژ اصفهان کارت |
| ۲     | میدان قدس (طوقچی)          | چهارراه قدس، ابتدای خیابان سروش                                              | تلاقی با خط ۲ تندرو     | دارای باجه شارژ اصفهان کارت |
| ۳     | مسجد الغفور                | خیابان سروش، رو به روی مسجد الغفور                                           | تلاقی با خط ۲ تندرو     |                             |
| ۴     | آل خجند                    | خیابان سروش، سه راه آل خجند                                                  | تلاقی با خط ۲ تندرو     |                             |
| ۵     | میدان احمدآباد             | میدان احمدآباد، ابتدای خیابان بزرگمهر                                        | تلاقی با خط ۲ و ۳ تندرو | دارای باجه شارژ اصفهان کارت |
| ۶     | مبارزان (قصر گل)           | خیابان بزرگمهر، جنب قصر گل                                                   | تلاقی با خط ۲ تندرو     |                             |
| ۷     | میدان بزرگمهر              | میدان بزرگمهر، ابتدای خیابان بزرگمهر                                         | تلاقی با خط ۲ تندرو     | دارای باجه شارژ اصفهان کارت |
| ۸     | آبشار                      | پل بزرگمهر، چهارراه آبشار، ابتدای خیابان امام سجاد (ع)                       |                         | دارای باجه شارژ اصفهان کارت |
| ۹     | آپادانا                    | خیابان امام سجاد (ع)، چهارراه آپادانا                                        |                         |                             |
| ۱۰    | حضرت قائم                  | خیابان امام سجاد، بعد از چهارراه سپهسالار، رو به روی خیابان شهید کیانی       |                         | دارای باجه شارژ اصفهان کارت |
| ۱۱    | گلستان شهدا                | رو به روی گلستان شهدا                                                        |                         |                             |
| ۱۲    | تخت فولاد                  | خیابان رزمندگان، تخت فولاد                                                   |                         |                             |
| ۱۳    | مصلی                       | خیابان رزمندگان، چهارراه فرایبورگ                                            |                         |                             |
| ۱۴    | شیخ صدوق                   | خیابان رزمندگان، چهارراه شیخ صدوق                                            |                         |                             |
| ۱۵    | ملاصدرا                    | میدان آزادی، ابتدای خیابان رزمندگان                                          |                         | دارای باجه شارژ اصفهان کارت |
| ۱۶    | میدان آزادی (دروازه شیراز) | میدان آزادی، ابتدای خیابان دانشگاه                                           | تلاقی با خط ۱ و ۳ مترو  | دارای باجه شارژ اصفهان کارت |
| ۱۷    | توحید                      | خیابان دانشگاه، سه راه توحید                                                 |                         | دارای باجه شارژ اصفهان کارت |
| ۱۸    | حکیم نظامی                 | سه راه حکیم نظامی                                                            | تلاقی با خط ۳ مترو      |                             |
| ۱۹    | حسین‌آباد                   | خیابان کشاورز، سه راه حسین‌آباد                                               |                         | دارای باجه شارژ اصفهان کارت |
| ۲۰    | ارتش                       | خیابان کشاورز، میدان ارتش                                                    | تلاقی با خط ۳ مترو      | دارای باجه شارژ اصفهان کارت |
| ۲۱    | علامه جعفری                | خیابان کشاورز، جنب خیابان علامه جعفری                                        |                         |                             |
| ۲۲    | جانبازان (سه راه سیمین)    | خیابان کشاورز، چهارراه جانبازان (سه راه سیمین)                               | تلاقی با خط ۳ مترو      | دارای باجه شارژ اصفهان کارت |
| ۲۳    | مسجد الانبیا               | خیابان کشاورز، جنب سه راه سیمین                                              |                         |                             |
| ۲۴    | مفتح (باغ فردوس)           | خیابان کشاورز، نرسیده به باغ فردوس                                           | تلاقی با خط ۳ مترو      | دارای باجه شارژ اصفهان کارت |
| ۲۵    | امام صادق                  | خیابان کشاورز، بعد از باغ فردوس                                              |                         |                             |
| ۲۶    | قائمیه                     | زیر گذر میدان قائمیه                                                         | تلاقی با خط ۳ مترو      | دارای باجه شارژ اصفهان کارت |
| ۲۷    | گلزار (شفق)                | بعد از میدان قائمیه به سمت اتوبان ذوب آهن                                    | تلاقی با خط ۳ مترو      |                             |
| ۲۸    | پل شهرابریشم               | بعد از پل درچه، ابتدای اتوبان ذوب آهن و پل شهر ابریشم جنب زندان مرکزی اصفهان |                         | دارای باجه شارژ اصفهان کارت |

## خط ۲
خط ۲ اتوبوس تندرو شهری اصفهان از پایانه آبشار تا میدان جمهوری اسلامی ادامه دارد. این خط در سال ۱۳۹۴ افتتاح شد و روگذر نام دارد و مسیر آن از میدان بزرگمهر تا میدان قدس با خط ۱ مشترک است. این خط در ابتدا از میدان قدس (طوقچی) تا میدان جمهوری اسلامی (دروازه تهران) بود و به مرور زمان طول مسیر آن توسعه یافت. ایستگاه‌های مهم آن عبارتند از: پایانه آبشار - میدان بزرگمهر - میدان احمدآباد - چهارراه قدس (طوقچی) - پل ۲۵ آبان - میدان جمهوری اسلامی.  
این خط دارای ۱۲ کیلومتر طول مسیر و ۱۹ ایستگاه می‌باشد. سرفاصله زمانی حرکت اتوبوس ها در این خط هر ۵ دقیقه یکبار میباشد . تقریبا در اکثر ایستگاه ها باجه های الکترونیکی شارژ اصفهان کارت از طریق کارت بانکی وجود دارد و فقط در ایستگاه های مذکور باجه های حضوری جهت شارژ کارت وجود دارد . 
| شماره | نام                          | موقعیت                                      | ترابری                          | توضیحات                               |
| ----- | ---------------------------- | ------------------------------------------- | ------------------------------- | ------------------------------------- |
| ۱     | پایانه آبشار                 | خیابان آبشار، رو به روی میرآب زاینده رود    |                                 | دارای باجه حضوری جهت شارژ اصفهان کارت |
| ۲     | میدان بزرگمهر                | میدان بزرگمهر، ابتدای خیابان بزرگمهر        | تلاقی با خط ۱ تندرو             | دارای باجه حضوری جهت شارژ اصفهان کارت |
| ۳     | نورباران                     | خیابان بزرگمهر، چهارراه نورباران            |                                 |                                       |
| ۴     | هشت بهشت                     | خیابان بزرگمهر، چهارراه هشت بهشت            | تلاقی با خط ۴ تندرو             | دارای باجه حضوری جهت شارژ اصفهان کارت |
| ۵     | مبارزان (قصر گل)             | خیابان بزرگمهر، بعد از زیر گذر شهید آقاخانی | تلاقی با خط ۱ تندرو             |                                       |
| ۶     | میدان احمدآباد               | میدان احمدآباد، ابتدای خیابان بزرگمهر       | تلاقی با خط ۱ تندرو             | دارای باجه حضوری جهت شارژ اصفهان کارت |
| ۷     | جی - ولیعصر                  | میدان احمدآباد                              | تلاقی با خط ۳ تندرو             |                                       |
| ۸     | آل خجند                      | خیابان سروش، سه راه آل خجند                 | تلاقی با خط ۱ تندرو             |                                       |
| ۹     | عسکریه                       | خیابان سروش، چهارراه عسکریه                 |                                 |                                       |
| ۱۰    | مسجد الغفور                  | خیابان سروش، مسجد الغفور                    | تلاقی با خط ۱ تندرو             |                                       |
| ۱۱    | میدان قدس (طوقچی)            | میدان قدس                                   | تلاقی با خط ۱ تندرو و خط ۲ مترو | دارای باجه حضوری جهت شارژ اصفهان کارت |
| ۱۲    | مولوی                        | ابتدای خیابان مولوی                         |                                 |                                       |
| ۱۳    | شهید ضابط زاده               | خیابان مدرس، چهارراه شهید ضابط زاده         |                                 |                                       |
| ۱۴    | ۲۵ آبان                      | زیر پل ۲۵ آبان                              | تلاقی با خط ۱ مترو              | دارای باجه حضوری جهت شارژ اصفهان کارت |
| ۱۵    | امام حسین (ع)                | ابتدای خیابان شهید باهنر                    |                                 |                                       |
| ۱۶    | ۱۷ شهریور                    | خیابان شهید باهنر، جنب کوچه ۱۷ شهریور       |                                 |                                       |
| ۱۷    | آیت الله خادمی               | خیابان شهید باهنر، چهارراه آیت الله خادمی   |                                 |                                       |
| ۱۸    | رباط                         | چهارراه رباط                                |                                 |                                       |
| ۱۹    | جمهوری اسلامی (دروازه تهران) | میدان جمهوری اسلامی (دروازه تهران)          | تلاقی با خط ۳ تندرو             | دارای باجه حضوری جهت شارژ اصفهان کارت |

## خط ۳
خط ۳ اتوبوس تندرو شهری اصفهان از پایانه ارغوانیه تا میدان جمهوری اسلامی (دروازه تهران) ادامه دارد. این خط در سال ۱۳۹۶ افتتاح شد. این خط در ابتدا از پایانه ارغوانیه تا میدان امام علی بود و به مرور زمان طول مسیر آن تا میدان جمهوری اسلامی (دروازه تهران) توسعه یافت. این خط با عبور از خیابان‌های جی، ولیعصر، عبدالرزاق و تختی شرق اصفهان را به شمال غربی متصل می‌کند و با عبور از محله خوراسگان و بافت‌های تاریخی از جمله مسجد جامع و میدان امام علی و مسجد سید بسیار اهمیت دارد. ایستگاه‌های مهم آن عبارتند از: میدان ارغوانیه - سه راه همدانیان - میدان احمدآباد - میدان امام علی (ع) - چهارراه تختی - مسجد سید - میدان جمهوری اسلامی (دروازه تهران). 
این خط دارای ۱۵ کیلومتر طول مسیر و ۳۰ ایستگاه می‌باشد. سرفاصله حرکت زمانی اتوبوس ها در این خط ۱۰ دقیقه یکبار میباشد . در تعدادی از ایستگاه دستگاه های الکترونیکی جهت شارژ اصفهان کارت وجود دارد اما فقط در ایستگاه های مذکور باجه های حضوری شارژ اصفهان کارت وجود دارد .
ایستگاه‌های این خط عبارتند از:
| شماره | نام                          | موقعیت                                | ترابری                               | توضیحات                           |
| ----- | ---------------------------- | ------------------------------------- | ------------------------------------ | --------------------------------- |
| ۱     | پایانه ارغوانیه              | میدان ارغوانیه                        |                                      | دارای باجه حضوری شارژ اصفهان کارت |
| ۲     | مالک اشتر                    | خیابان جی، جنب خیابان مالک اشتر       |                                      |                                   |
| ۳     | کوی نسیم                     | خیابان جی، کوی نسیم                   |                                      |                                   |
| ۴     | دکتر شریعتی                  | خیابان جی، چهارراه دکتر شریعتی        |                                      |                                   |
| ۵     | سلمان فارسی                  | خیابان جی، چهارراه سلمان فارسی        |                                      |                                   |
| ۶     | مسجد علی                     | خیابان جی، سه راه مسجد علی            |                                      |                                   |
| ۷     | تامین اجتماعی                | خیابان جی، رو به روی تأمین اجتماعی    |                                      |                                   |
| ۸     | کنگاز                        | خیابان جی، کوی کنگاز                  |                                      |                                   |
| ۹     | شهید احتشامی                 | خیابان جی، چهارراه شهید احتشامی       |                                      |                                   |
| ۱۰    | شهدای اَبَر                    | خیابان جی، رو به روی مسجد اَبَر         |                                      |                                   |
| ۱۱    | دانشسرا                      | خیابان جی، رو به روی دانشسرا          |                                      |                                   |
| ۱۲    | همدانیان                     | خیابان جی، سه راه همدانیان            | تلاقی با خط ۴ تندرو                  |                                   |
| ۱۳    | شهید آقابابایی               | خیابان جی، رو به روی تالار شهروند     |                                      |                                   |
| ۱۴    | تالار                        | خیابان جی، رو به روی خیابان تالار     |                                      |                                   |
| ۱۵    | پروین اعتصامی                | خیابان جی، چهارراه پروین اعتصامی      |                                      |                                   |
| ۱۶    | احمدآباد (شرق-جی)            | میدان احمدآباد، ابتدای خیابان جی      | تلاقی با خط ۲ تندرو (خیابان سروش)    | دارای باجه حضوری شارژ اصفهان کارت |
| ۱۷    | احمدآباد (غرب-ولیعصر)        | میدان احمدآباد، ابتدای خیابان ولیعصر  | تلاقی با خط ۲ تندرو (خیابان بزرگمهر) |                                   |
| ۱۸    | مخابرات                      | خیابان ولیعصر، رو به روی مخابرات      |                                      |                                   |
| ۱۹    | استاد صغیر اصفهانی           | خیابان ولیعصر، چهارراه صغیر اصفهانی   |                                      |                                   |
| ۲۰    | شهید جعفریان                 | خیابان ولیعصر، قبل از زیرگذر امام علی |                                      |                                   |
| ۲۱    | میدان امام علی (ع)           | زیرگذر میدان امام علی                 |                                      |                                   |
| ۲۲    | بازارچه                      | ابتدای خیابان عبدالرزاق               |                                      |                                   |
| ۲۳    | حکیم                         | خیابان عبدالرزاق، سه راه حکیم         |                                      |                                   |
| ۲۴    | تختی                         | چهارراه تختی                          | تلاقی با خط ۱ مترو                   |                                   |
| ۲۵    | طیب                          | خیابان مسجد سید، سه راه طیب           |                                      |                                   |
| ۲۶    | گلستان                       | خیابان مسجد سید                       |                                      |                                   |
| ۲۷    | بیمه                         | خیابان مسجد سید، رو به روی اداره بیمه |                                      |                                   |
| ۲۸    | هفتم محرم                    | خیابان مسجد سید، چهارراه هفتم محرم    |                                      |                                   |
| ۲۹    | جامی                         | خیابان کاشانی                         |                                      |                                   |
| ۳۰    | جمهوری اسلامی (دروازه تهران) | میدان جمهوری اسلامی (دروازه تهران)    | تلاقی با خط ۲ تندرو                  | دارای باجه حضوری شارژ اصفهان کارت |

## خط ۴
خط ۴ اتوبوس تندرو شهری اصفهان از پایانه جی تا سه راه درچه ادامه دارد. این خط در سال ۱۴۰۱ افتتاح شد. ایستگاه‌های مهم آن عبارتند از: پایانه جی - خیابان هشت بهشت - میدان امام حسین (دروازه دولت) - خیابان آیت الله شمس‌آبادی - خیابان شیخ بهایی -خیابان جهاد- بلوار آتشگاه - سه راه درچه. این خط دارای ۱۸ کیلومتر طول مسیر و ۴۶ ایستگاه می‌باشد. این خط با خطوط ۱ و ۲ تندرو (چهارراه هشت بهشت) و ۳ تندرو (سه راه همدانیان) و ۵ تندرو (چهار راه دکتر بهشتی) و خط ۱ مترو (میدان امام حسین) و ۲ مترو (خلجا) نیز تلاقی دارد. سرفاصله حرکت اتوبوس ها در این مسیر هر ۱۰ دقیقه یکبار میباشد . در این خط بر خلاف خطوط دیگر اتوبوس تندرو اصفهان پرداخت کرایه از طریق اصفهان کارت در داخل اتوبوس انجام میگیرد و همچنین پرداخت نقدی کرایه باید به راننده اتوبوس داده شود .
| شماره | نام                        | موقعیت                                               | ترابری                                       | توضیحات                           |
| ----- | -------------------------- | ---------------------------------------------------- | -------------------------------------------- | --------------------------------- |
| ۱     | ایستگاه سه راه درچه        | ورودی شهر درچه                                       |                                              | دارای باجه حضوری شارژ اصفهان کارت |
| ۲     | ایستگاه میدان نماز         | سه راه آتشگاه                                        |                                              |                                   |
| ۳     | ایستگاه کوی آتشگاه         | روبروی کوه آتشگاه                                    |                                              |                                   |
| ۴     | ایستگاه حمام               |                                                      |                                              |                                   |
| ۵     | ایستگاه باغ برج            | محله باغ برج                                         |                                              |                                   |
| ۶     | ایستگاه جروکان             | در نزدیکی محله جروکان                                |                                              |                                   |
| ۷     | ایستگاه نبوی منش           | ابتدای خیابان شهید نبوی منش                          |                                              |                                   |
| ۸     | ایستگاه منارجنبان          | روبروی منارجنبان                                     |                                              |                                   |
| ۹     | ایستگاه صدف                |                                                      |                                              |                                   |
| ۱۰    | ایستگاه بهشت               | ابتدای خیابان بهشت                                   |                                              |                                   |
| ۱۱    | ایستگاه نصر آباد           | محله نصر آباد                                        |                                              |                                   |
| ۱۲    | ایستگاه قدس                | ابتدای خیابان قدس                                    |                                              |                                   |
| ۱۳    | ایستگاه گورتان             | محله گورتان                                          |                                              |                                   |
| ۱۴    | ایستگاه پاوران             | محله پاوران                                          |                                              |                                   |
| ۱۵    | ایستگاه زهران              | محله زهران                                           |                                              |                                   |
| ۱۶    | ایستگاه خیام               | محله کوهانستان                                       |                                              |                                   |
| ۱۷    | ایستگاه حجازی              | ابتدای خیابان حجازی                                  |                                              |                                   |
| ۱۸    | ایستگاه مسجد نبی اکرم      | محله بهارانچی                                        |                                              |                                   |
| ۱۹    | ایستگاه چهارراه جهاد       | ابتدای خیابان جهاد (بزرگراه شهید خرازی)              |                                              | دارای باجه حضوری شارژ اصفهان کارت |
| ۲۰    | ایستگاه نجار باشی          |                                                      |                                              |                                   |
| ۲۱    | ایستگاه چهارراه دکتر بهشتی |                                                      |                                              | دارای باجه حضوری شارژ اصفهان کارت |
| ۲۲    | ایستگاه بیمارستان مهرگان   | دسترسی به بیمارستان مهرگان و اصفهان                  |                                              |                                   |
| ۲۳    | ایستگاه چهارراه راه خلجا   |                                                      | تلاقی با ایستگاه متروی خلجا (خط ۲)           |                                   |
| ۲۴    | ایستگاه دارالقرآن          |                                                      |                                              |                                   |
| ۲۵    | ایستگاه چهار راه قصر       | دسترسی به خیابان شمس آبادی                           |                                              | دارای باجه حضوری شارژ اصفهان کارت |
| ۲۶    | ایستگاه جهان نما           | دسترسی به خیابان طالقانی                             |                                              |                                   |
| ۲۷    | ایستگاه میدان امام حسین    | میدان امام حسین(دروازه دولت                          | تلاقی با ایستگاه امام حسین خط ۱/۲مترو اصفهان | دارای باجه حضوری شارژ اصفهان کارت |
| ۲۸    | پارک شهید رجایی            | دسترسی به پارک شهید رجایی                            |                                              | دارای باجه حضوری شارژ اصفهان کارت |
| ۲۹    | بیمارستان خورشید           | دسترسی به بیمارستان خورشید و خیابان حکیم و استانداری |                                              |                                   |
| ۳۰    | فرشادی                     | دسترسی به خیابان فرشادی                              |                                              |                                   |
| ۳۱    | نشاط                       | دسترسی به خیابان نشاط                                |                                              |                                   |
| ۳۲    | ملک                        | دسترسی به خیابان ملک                                 |                                              |                                   |
| ۳۳    | مسجد خان                   |                                                      |                                              |                                   |
| ۳۴    | گلزار                      | دسترسی به خیابان گلزار                               |                                              |                                   |
| ۳۵    | پاکوشک                     |                                                      |                                              |                                   |
| ۳۶    | بزرگمهر                    | دسترسی به خیابان بزرگمهر                             |                                              |                                   |
| ۳۷    | امامزاده شاهزدید           | دسترسی به امامزاده شاهزید                            |                                              |                                   |
| ۳۸    | حمزه اصفهانی               | دسترسی به خیابان حمزه اصفهانی                        |                                              |                                   |
| ۳۹    | داروخانه نگین              |                                                      |                                              |                                   |
| ۴۰    | چهارراه پیروزی             |                                                      |                                              | دارای باجه حضوری شارژ اصفهان کارت |
| ۴۱    | مسجد امام علی              |                                                      |                                              |                                   |
| ۴۲    | همدانیان                   | دسترسی به خیابان همدانیان                            |                                              |                                   |
| ۴۳    | مسجد ابوالفضل              | دسترسی به خیابان نیرو                                |                                              |                                   |
| ۴۴    | بازار گل و گیاه            | دسترسی به بازار گل و گیاه همدانیان                   |                                              |                                   |
| ۴۵    | چشمه باقر خان              |                                                      |                                              |                                   |
| ۴۶    | پایانه جی                  | دسترسی به پایانه جی                                  |                                              | دارای باجه حضوری شارژ اصفهان کارت |

## خط ۵(در دست احداث)
کارشناسی‌های اولیه خط پنجم بی‌آرتی صورت گرفته است که بر این اساس خط ۳۴ فعلی حدفاصل ترمینال مترو قدس، خیابان امام خمینی(انوشیروان)، میدان جمهوری اسلامی(دروازه تهران)، خیابان کاشانی ، میدان آزادی (دروازه شیراز)،صفه تا سپاهان شهر بی‌آرتی می‌شود.

## مکان‌های مهم در مسیرهای چهارگانه اتوبوس تندرو شهر اصفهان

### خط ۱
- پایانه باقوشخانه
- میدان قدس(طوقچی) (دسترسی به میدان امام علی و مسجد جامع)
- میدان احمدآباد (دسترسی به میدان نقش جهان و آرامستان باغ رضوان)
- میدان بزرگمهر (دسترسی به نمایشگاه بین‌المللی اصفهان، شهر رؤیاها، پل خواجو، زاینده رود و خیابان چهارباغ عباسی)
- گلستان شهدا
- تخت فولاد
- اداره کل راه و شهرسازی استان اصفهان (ایستگاه مصلی)
- مصلی امام خمینی (ایستگاه مصلی)
- میدان آزادی (ایستگاه مترو خط ۱ و ۳، دسترسی به بناهای تاریخی شهر، دسترسی به سپاهان شهر و بهارستان)
- دانشگاه اصفهان (ایستگاه توحید)
- زندان مرکزی اصفهان (ایستگاه پل شهرابریشم)

### خط ۲
- پایانه آبشار
- میدان بزرگمهر (دسترسی به نمایشگاه بین‌المللی اصفهان، شهر رؤیاها، پل خواجو، زاینده رود و خیابان چهارباغ عباسی)
- بیمارستان شهید صدوقی (ایستگاه هشت بهشت)
- هشت بهشت (دسترسی به میدان نقش جهان و بناهای تاریخی شهر)
- میدان احمدآباد (دسترسی به میدان نقش جهان و آرامستان باغ رضوان)
- میدان قدس (طوقچی) (دسترسی به میدان امام علی و مسجد جامع)
- ۲۵ آبان (ایستگاه مترو شهید باهنر - خط ۱)
- پایانه خرم (میدان جمهوری اسلامی - دروازه تهران)

### خط ۳
- پایانه ارغوانیه (دسترسی به آرامستان باغ رضوان)
- میدان احمدآباد (دسترسی به میدان نقش جهان)
- میدان امام علی (ع) (مسجد جامع - امامزاده هارون ولایت - دسترسی به میدان نقش جهان)
- عبدالرزاق (بازار بزرگ اصفهان)
- تختی (ورزشگاه تختی، ایستگاه مترو تختی - خط ۱، دسترسی به خیابان چهارباغ عباسی و سی و سه پل)
- پایانه خرم (میدان جمهوری اسلامی - دروازه تهران)

### خط ۴
- پایانه جی
- بیمارستان شهید صدوقی (ایستگاه هشت بهشت)
- میدان امام حسین - دروازه دولت (خیابان چهارباغ عباسی و دسترسی به میدان نقش جهان، چهلستون، سی و سه پل و بناهای تاریخی و ایستگاه مترو امام حسین - خط ۱ و ۲)
- خلجا (ایستگاه مترو خلجا - خط ۲)
- آتشگاه
- سه راه درچه (دسترسی به درچه و خمینی شهر)
- ساختمان مرکزی شهرداری اصفهان (میدان امام حسین)
- کاخ استانداری اصفهان (میدان امام حسین-دروازه دولت)

## نرخ کرایه
در اغلب ایستگاه های خط ۱ ، ۲ و ۳ این سامانه مامورینی از شرکت واحد اتوبوسرانی اصفهان برای نظارت و کنترل بر ایستگاه ها و پرداخت کرایه توسط مسافران ایستاده اند . دستگاه های هوشمندی در ایستگاه ها وجود دارد که با نزدیک کردن اصفهان کارت به آنها مبلغ مصوب از کارت کسر گردیده و فرد مجاز به استفاده از اتوبوس هایی که در آن ایستگاه توقف میکنند باشد . در صورتی که فرد  بخواهد مسیر خود را از خط ۱ به ۲ یا بالعکس تغییر دهد نیاز به زدن مجدد کارت ندارد . 
هرگاه اصفهان کارت فرد مبلغ کافی برای استفاده از اتوبوس های تندرو را نداشته باشد میتواند از طریق دستگاه های الکترونیکی یا باجه های حضوری در ایستگاه های مذکور اقدام به شارژ نمودن مجدد کارت خود بکند .
هم اکنون در خط ۴ این سامانه دستگاه های هوشمند درون اتوبوس وجود دارد و فرد برای پرداخت کرایه در اتوبوس باید اقدام نماید نه در ایستگاه .
در صورتی که فرد اصفهان کارت نداشته باشد میتواند با پرداخت مبلغ 6000 تومان به صورت نقد به مامور ایستگاه یا راننده اتوبوس از این سامانه استفاده بکند .
| خط | نرخ به تومان (با اصفهان کارت) | نرخ به تومان (پرداخت نقدی) | مصوبه    |
| -- | ----------------------------- | -------------------------- | -------- |
| ۱  | 4200                          | 6000                       | سال 1404 |
| ۲  | 4200                          | 6000                       | سال 1404 |
| ۳  | 4200                          | 6000                       | سال 1404 |
| ۴  | 4200                          | 6000                       | سال 1404 |